# Fastboot
Fastboot mode или Bootloader (с англ. — «режим загрузчика» или «Быстрая загрузка») — инструмент, который используется для модификации и настройки ОС Android. Он входит в состав программного обеспечения для разработчиков. Загрузиться в режим загрузчика можно через ADB или же через специальные программы. Является протоколом для разработчиков. Может находиться в трёх состояниях: разблокирован, заблокирован, зашифрован.

## Основные функции
Основными функциями режима FastBoot является доступ ко «внутренностям» ОС. В Fastboot вы можете работать с файлами и разделами устройства, прошивать его, устанавливать приложения, разблокировать или блокировать OEM загрузчик.

## OEM Загрузчик
OEM Загрузчик является элементом Fastboot mode. Именно он загружает устройство и следит за загрузкой операционной системы.

### Разблокировка загрузчика
На сегодняшний день разблокировка загрузчика — самое популярное действие в Fastboot Mode. После разблокировки загрузчика можно установить Root-права, кастомные прошивки, рекавери.

### Опасность разблокированного Загрузчика
Если вы сами разблокируете загрузчик, то можете потерять гарантию на ваш телефон. Хакеры легко могут обойти пароли, запустить вирус, завладеть вашими данными (если не включено шифрование) или же поставить другую прошивку. В 2016 году Xiaomi начинала блокировать загрузчики на своих устройствах. Для защиты загрузчика многие производители зашифровали его. Код для расшифровки либо невозможно получить, либо он генерируется на сайте производителя.

## Вид Fastboot Mode
В основном на устройствах, Fastboot загружается только с надписью Fastboot Mode. При изменений в системе, может появиться предупреждение.

### Samsung
На устройствах Samsung Fastboot Mode пишется как Download Mode (другое название Odin Mode). Через данный режим можно устанавливать прошивки, рекавери только с программой Odin. В режиме показывается следующая информация: название продукта, какая прошивка стоит (официальная или кастомная), системный статус (официальный или «кастомный»), FRP блокировка, OEM блокировка, безопасная установка, счётчик knox.

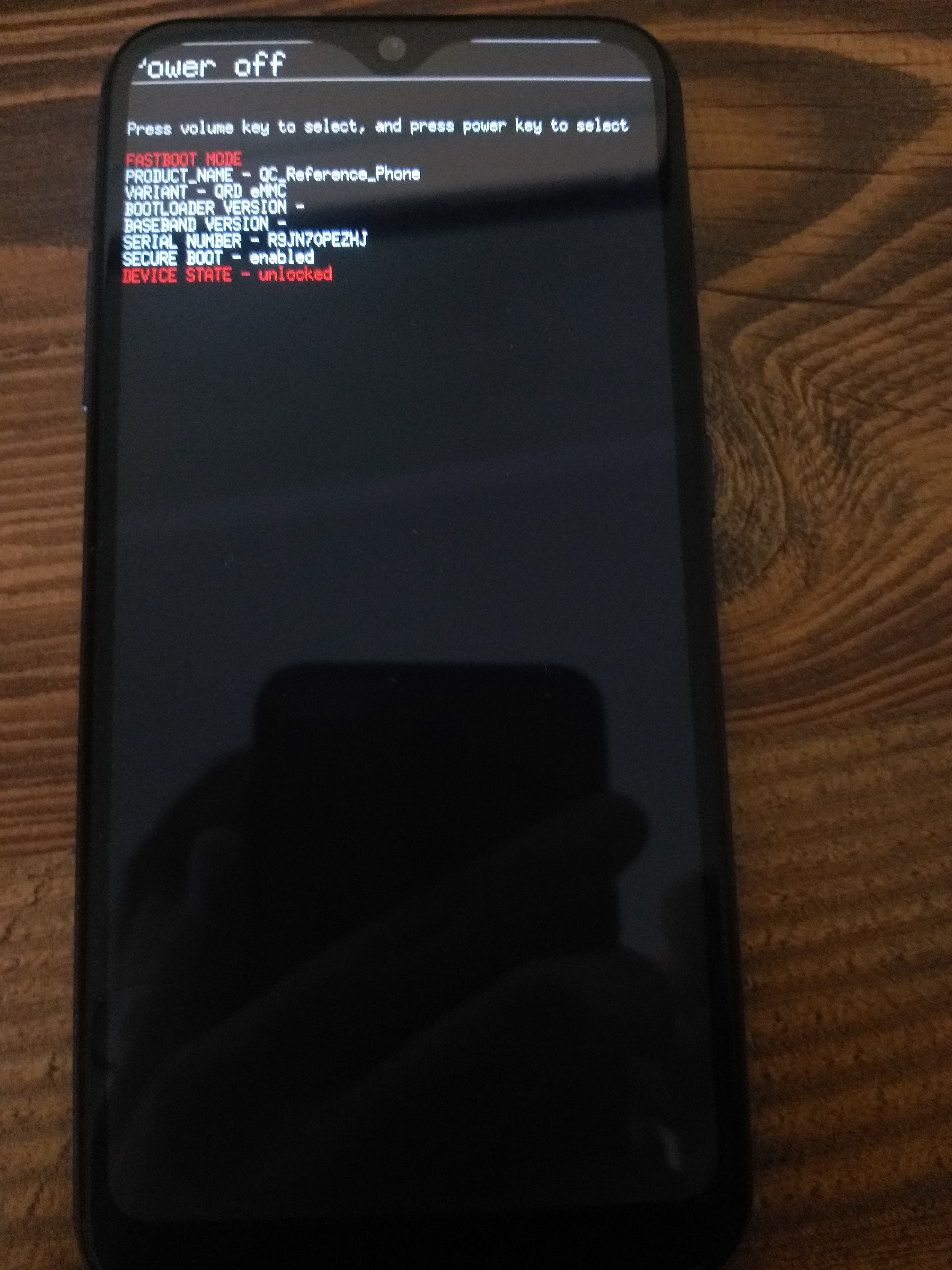
Samsung Galaxy M01 в режиме fastboot

В некоторых телефонах вместо Odin Mode есть fastboot mode

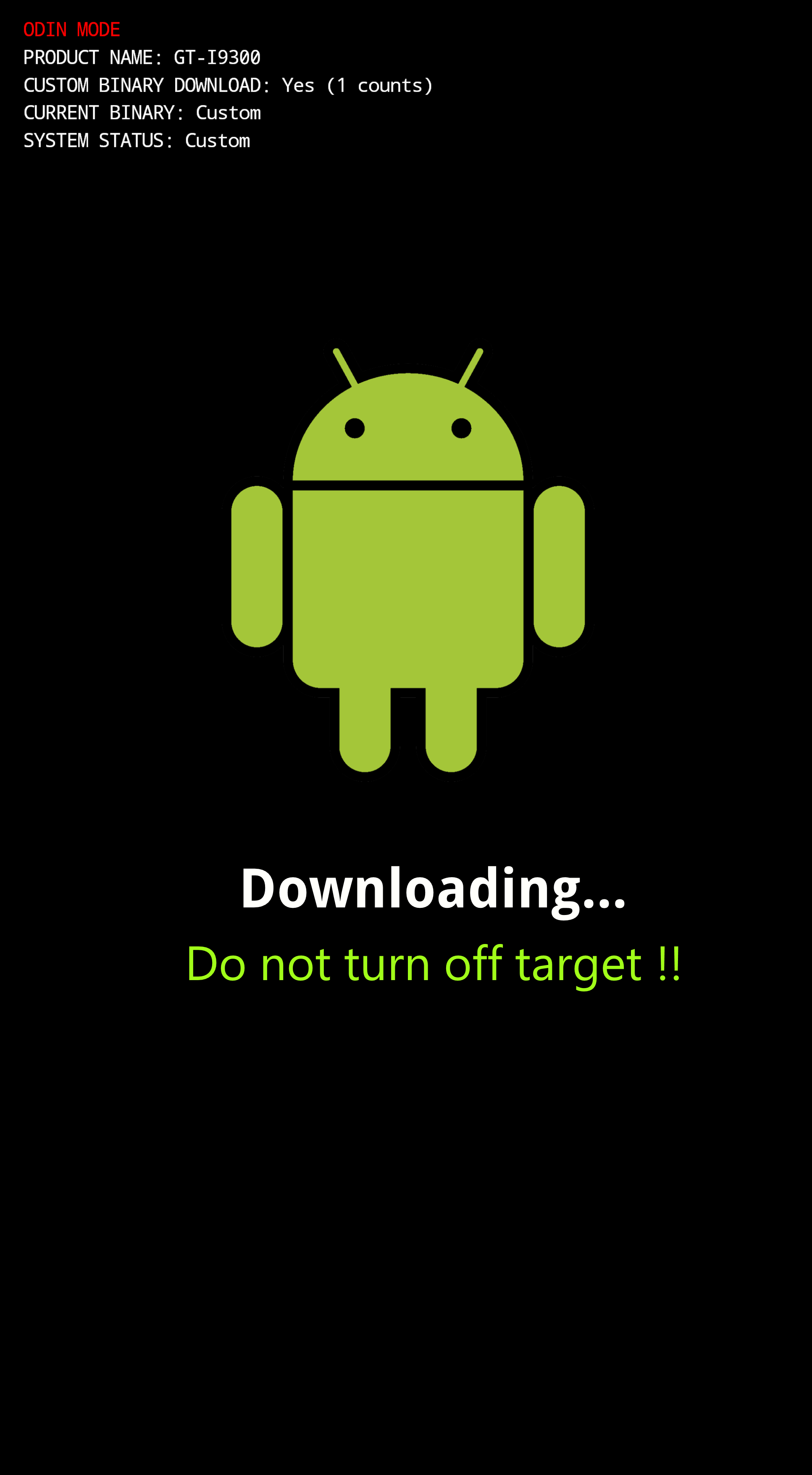
Samsung Galaxy S III в режиме Odin Mode

### LG
Fastboot Mode на устройствах LG могут отличается в зависимости от устройства. Fastboot Mode (на некоторых устройствах называется Download Mode) на устройствах LG работает только с программ, разработанной компанией LG

### Nexus и Google Pixel
Как и на устройствах Samsung, Fastboot mode на устройствах Nexus и Google Pixel показывает информацию Имя устройства, вариант устройства, версию загрузчика, серийный номер, включён или выключен режим «Безопасная загрузка», Статус OEM загрузчика (locked или unlocked).

### Xiaomi
В телефонах Xiaomi до 2023 года показывался заяц в шапке ушанке, который чинит робота Android, и надпись Fastboot, а после 2023 показывалась исключительно Fastboot.

## EDL
EDL (аббревиатура от Emergency DownLoad Mode — экстренный режим загрузки, читается как Е Дэ Эл) — это специальный режим на телефонах с процессором Qualcomm, похожий на Fastboot, но имеющей некоторые отличия:
Возможность прошивки на телефоне с заблокированном загрузчиком
EDL изначально создавался для прошивки с заблокированном загрузчиком. Это спасало при «кирпиче» (невозможности загрузки, сбое) телефона, и с помощью этого режима можно было вернуть работоспособность, несмотря на заблокированный загрузчик.
На экране ничего не отображается
Многих людей это вводило в заблуждение и казалось что телефон не запущен. Однако это можно легко проверить, посмотрев подключенные устройства. «Спящий» телефон будет отображаться как COM4. Это и есть телефон в режиме EDL.
На устройствах Samsung
EDL позволяет прошивать устройства Samsung, минуя Odin. Это позволяет делать откат прошивки с понижением версии загрузчика.

### Методы входа в режим EDL
Первый метод: Подходит телефонам с разблокированным загрузчиком. Перезагружаемся в режим Fastboot, подключаем телефон к компьютеру, в консоли на компьютере нужно ввести: «fastboot oem edl». Готово, телефон в режиме EDL. Но если появится сообщение «device is locked, no edl!» (устройство заблокировано, EDL недоступен!), значит загрузчик заблокирован и первый метод не подходит.
Второй метод: Работает на всех телефонах независимо от состояния загрузчика. Для начала нужно изъять SIM-лоток (если таковой имеется) и открыть крышку. При наличии металлических пластин сверху снять отвёрткой. Далее нужно отсоединить шлейф аккумулятора и замкнуть контакты «test point» (две жёлтые точки), позиции которых для всех моделей разные, параллельно подключая телефон к компьютеру. Если телефон не вибрирует и не отображает логотип, а компьютер издает звук подключения устройства, значит телефон в режиме EDL и готов к прошивке.